# Fenomenul de voce electronică

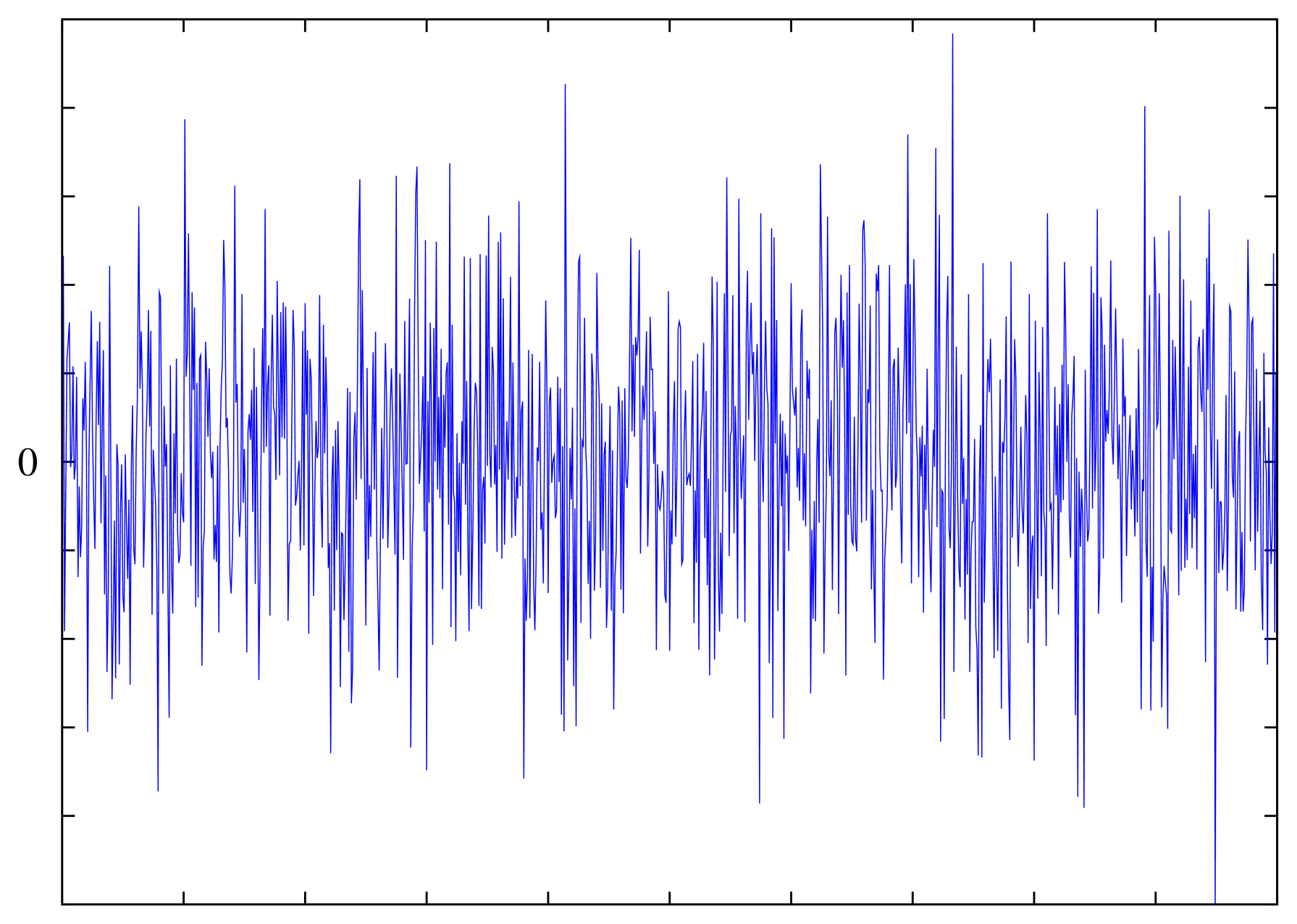
Zgomotul alb

Fenomenul de voce electronică (EVP) este un presupus proces prin care vocile spiritelor sau fantomelor se fac auzite în zgomotul alb al aparatelor de radio. Conform parapsihologului Konstantin Raudive, care a popularizat ideea, "vocile" auzite sunt relativ scurte, un singur cuvânt sau o propoziție scurtă.  Alți autori au susținut că au auzit aceste voci pe diverse aparate, inclusiv aparate radio, televizoare, casetofoane, videocasetofoane și aparate digitale de înregistrare și uneori sunt răspunsuri la întrebări formulate în timpul unei discuții. Comunitatea științifică ignoră femomenul de voce electronică, iar acesta este studiat de câțiva parapsihologi și, mai adesea, cercetători amatori lipsiți de dotările și experiența necesare pentru a efectua cercetări științifice. Rezultatul este absența documentației privind EVP în lucrări științifice.